# Meg Whitman
Pour les articles homonymes, voir Whitman.
Margaret Cushing Whitman dite Meg Whitman, née le 4 août 1956 à Long Island (État de New York), est une femme d'affaires et femme politique américaine.
PDG du site de vente en ligne eBay de 1998 à 2008, elle soutient et fait campagne pour le gouverneur Mitt Romney puis après son retrait, pour John McCain, lors de l’élection présidentielle américaine de 2008. En février 2009, elle annonce sa candidature au poste de gouverneur de Californie pour le Parti républicain. Elle remporte la primaire républicaine mais perd l'élection au profit du démocrate Jerry Brown. En 2011, elle prend la tête de Hewlett-Packard. Lors de la scission de l'entreprise en 2015, elle devient PDG de Hewlett Packard Enterprise, poste qu'elle occupe jusqu'au 1er février 2018. 

## Origines
Meg Whitman est née dans une famille aisée de Long Island dans l'État de New York. Elle est le troisième et dernier enfant d'une famille dont le père est un investisseur financier et la mère une femme au foyer. Après une scolarité brillante, elle fait ses études à l'université de Princeton.
En 1978, elle est diplômée d'un MBA à Harvard. Sur le campus, elle rencontre Griffith Harsh, futur neuro-chirurgien qui devient son mari et avec qui elle a deux enfants.

## Carrière professionnelle
En 1979, elle entre chez Procter & Gamble puis en 1981, elle rejoint la firme de conseil Bain à San Francisco. Elle en devient la vice-présidente avant de rejoindre, en 1989 le groupe Walt Disney où, vice-présidente chargée du marketing, elle se consacre au développement des produits dérivés.
En 1992, à la suite de la nomination de son époux au Massachusetts Hospital à Boston, Meg Whitman prend la direction du groupe Stride Rite à Boston. En 1995, elle prend la direction du groupe Florists Transworld Delivery (FTD), le plus gros producteur au monde de produits floraux. Elle en profite pour lancer un site de vente en ligne à destination des fleuristes américains.
En 1997, elle prend la direction de la division préscolaire du fabricant de jouets Hasbro. Elle est en 1998 appelée par Pierre Omidyar, le fondateur d'eBay, pour diriger son entreprise en Californie. La société eBay ne compte alors que 30 employés et n'était implantée que sur le territoire des États-Unis. Depuis, sous la direction de Meg Whitman, eBay est devenu une multinationale, employant plus de 11 000 personnes dans le monde.
En marge de la présidence d'eBay, elle participe au comité directeur de Procter & Gamble, ainsi que de DreamWorks Animation.
En 2004, elle est couronnée « première femme d'affaires au monde » par le magazine américain Fortune. Elle devance alors Carly Fiorina, patronne de Hewlett-Packard de 2000 à 2005, et Andrea Jung, présidente de la firme Avon. Ce titre récompense alors le travail de Meg Whitman pour être parvenue à faire de eBay « le plus important site de commerce en ligne du monde, la plus valorisée des marques Internet et l'entreprise ayant connu la plus forte croissance de l'histoire ».
Le 22 septembre 2011, Meg Whitman est nommée CEO du groupe d’informatique Hewlett-Packard.
Le 22 novembre 2017 elle annonce son intention de démissionner en date du 1er février 2018.
En 2018, Meg Whitman investit dans l'organisation d'e-sport Immortals Gaming Club et rejoint son conseil d'administration.
En novembre 2019, Meg Whitman acquiert une participation minoritaire dans le club de football FC Cincinnati.

## Fortune
Selon le magazine Américain Forbes, Meg Whitman est à la tête d'un patrimoine estimé à au moins 1,3 milliard de dollars en 2007.

### Rémunération
En 2014, Meg Whitman a touché 19,5 millions de dollars pour ses fonctions à la tête d'Hewlett-Packard.

## Reconnaissances
En 2004, elle est couronnée « première femme d'affaires au monde » par le magazine américain Fortune. Elle devance alors Carly Fiorina, patronne de Hewlett-Packard de 2000 à 2005, et Andrea Jung, présidente de la firme Avon. Ce titre récompense alors le travail de Meg Whitman pour être parvenu à faire de eBay « le plus important site de commerce en ligne du monde, la plus valorisée des marques Internet et l'entreprise ayant connu la plus forte croissance de l'histoire ».
En 2013, elle est l'unique femme à figurer dans le top 10 du classement INSEAD des « PDG les plus performants au monde ».
En 2005, elle figure à la cinquième place du classement des femmes les plus puissantes du monde selon Forbes et à la neuvième en 2016.

## Activités politiques
Lors de la campagne présidentielle américaine de 2008, elle apporte son soutien à Mitt Romney avant de rejoindre, à la suite du retrait de ce dernier, la direction nationale de l'équipe de campagne de John McCain. Son nom fut alors citée au côté de ceux de Mitt Romney, de l'ancien gouverneur Tom Ridge et du gouverneur Tim Pawlenty comme l'un des colistiers possibles de John McCain.
Elle fit un discours lors de la Convention républicaine, décrivant ce que McCain ferait lors des cent premiers jours de sa présidence. Ce dernier mentionnera Meg Whitman comme une possible secrétaire du Trésor lors de son second débat avec Obama.
Le 9 février 2009, elle annonce sa candidature pour le poste de gouverneur de Californie dont l'élection se tient en novembre 2010, pour succéder à Arnold Schwarzenegger, qui ne peut se représenter après deux mandats. Elle est battue par le démocrate Jerry Brown, qui obtient 49 % des voix, contre 46 % pour la candidate républicaine.
Elle a dépensé plus de 140 millions de dollars de sa propre poche, et en tout 180 millions, soit 57 dollars pour chacune des 3 millions de voix qu'elle a obtenues. Il s'agit d'un record, Whitman dépassant, parmi les défaits, les 47 millions dépensés par Linda McMahon ou les 4 à 5 millions dépensés par Carly Fiorina et John Raese.
Elle est considérée comme une républicaine centriste, favorable au droit à l'avortement.
En août 2016, Meg Whitman annonce qu'elle votera pour la candidate démocrate Hillary Clinton lors de l'élection présidentielle américaine de 2016, déclarant au New York Times : « Je voterai pour Hillary, je demanderai à mes amis républicains de l'aider, je lui donnerai de l'argent et j'essaierai de lever de l'argent pour elle ». Elle qualifie à cette occasion le candidat républicain Donald Trump de « démagogue malhonnête ». En vue de l'élection présidentielle de 2020, elle soutient de nouveau un candidat démocrate, cette fois-ci Joe Biden, estimant que le président sortant Donald Trump n'a « aucune idée de la manière de diriger une entreprise, encore moins l’économie d’un pays ».

## Récompenses
En 2017, Meg Whitman reçoit un doctorat honorifique de l’Université Carnegie Mellon, où elle prononce le discours de remise des diplômes.